# Luigi Castellucci
Luigi Castellucci (17. září 1797 Bitonto – 4. listopadu 1877) byl italský architekt a inženýr. Patřil k puglijským architektům 19. století. Jeho nejznámějším dílem je náhrobek Torquata Tassa.

## Život
Castellucci po pobytu v Římě začal roku 1830 studovat v Neapoli architekturu. Roku 1939 přerušil studia a odjel se do rodného města, kde se zabýval obchodem. Po třech letech se vrátil do Neapole a absolvoval.

## Dílo
- palác Gentile v Bitontu, v současnosti radnice
- palác Pannone, Bitonto
- palác Ferrara v Bari
- palác Jatta v Ruvo
- palác Porro-Ceci v Andrii
- Cafiero v Barlettě
- palác Prelatizio v Acquavivě